# Шварц, Мартин
Мартин Шварц (нем. Martin Schwartz; ок. 1450 — 16 июня 1487, Битва при Стоук-Филд) — немецкий наёмник XV века, один из первых и популярнейших вождей ландскнехтов.
Шварц родился в Аугсбурге в семье сапожника. Впервые упоминается в 1475 году, когда был в армии герцога Бургундии Карла Смелого во время осады Нойса. В 1486 году он был нанят будущим императором Священной Римской империи Максимилианом I для участия в войне за Бургундское наследство и в подавлении восстания во Фландрии. За храбрость был посвящён им в рыцари.
Решивший поддержать самозванца на английский престол Ламберта Симнела граф Линкольна Джон де ла Поль посетил двор своей тётки Маргариты Йоркской, которая поддержала его финансово и наняла 1,5 тыс. немецких и швейцарских наёмников под командованием Шварца. В битве при Стоук-Филд армия претендента была разбита королём Генрихом VII, де ла Поль и Шварц пали в бою.